# Герои Олимпа. Дом Аида
«Герои Олимпа. Дом Аида» (англ. The House of Hades) — американский приключенческий роман в жанре фэнтези 2013 года, написанный Риком Риорданом. Сюжет основан на греческой мифологии и римской мифологии. Это четвёртая книга из цикла Герои Олимпа, а также сиквел романа «Метка Афины» и приквел книги «Кровь Олимпа».
История разворачивается вокруг греческих и римских полубогов Аннабет Чейз, Перси Джексона, Лео Вальдеса, Пайпер МакЛин, Джейсона Грейса, Хейзел Левеск и Фрэнка Чжана, намеревающихся закрыть Врата Смерти, не позволить гигантам пробудить Гею и предотвратить вражду между лагерем полукровок и лагерем Юпитера. Повествование ведётся от третьего лица, поочерёдно фокусируясь на персонажах из «Пророчества Семи».
Роман получил положительные отзывы от критиков за его более зрелые темы по сравнению с предыдущими романами Риордана. За первую неделю после выхода «Дома Аида» было продано около 350 000 экземпляров, в результате чего книга стала лидером в списке бестселлеров во версии The New York Times, USA Today, The Globe and Mail и The Wall Street Journal.

## Сюжет
После того, как Аннабет Чейз и Перси Джексон попадают в Тартар в конце «Метки Афины», остальные пять полубогов из «Пророчества Семи» (Фрэнк Чжан, Хейзел Левеск, Джейсон Грейс, Лео Вальдес и Пайпер МакЛин) в сопровождении Нико ди Анджело и тренер Хеджа отправляются в Грецию, чтобы найти и запечатать Врата Смерти, тем самым предотвратив возрождение монстров богини земли Геи. В Болонье, экипаж Арго II подвергается нападению со стороны керкопов. Лео отправляется в погоню за ними, чтобы найти свою украденную сферу Архимеда и забирает в качестве вознаграждения книгу, принадлежащую Триптолему, и астролябию, сконструированную Одиссеем. Также он отправляет керкопов замедлить римскую армию, намеревающуюся напасть на Лагерь Полукровок. В Венеции, Фрэнк, Хейзел и Нико приобретают специальные ячменные лепешки (предназначенные для защиты их от яда в Некромантейоне), выполнив несколько поручений Триптолема. В обмен на специальные лепешки, Фрэнк отправляется на поиски змеи, необходимой для функционирования колесницы Триптолема, вспомнив, что его отец, Марс, обладает способностью превращать врагов в змей, однако тот требует доказательство, что Фрэнк достоин его помощи. Для этого Фрэнк в одиночку сражается со стадом катоблепасов. Затем Фрэнк получает благословение Марса за его героизм в Венеции, становясь физически сильнее и намного увереннее, а также находит недостающую змею для Триптолема. Во время более поздней встречи с бандитом Скироном и после столкновения с богиней Гекатой, Хейзел успешно учится манипулировать туманом, силой, с помощью которой ей удаётся внушать ложные представления другим людям.
По приказу Джейсона, полубоги отправляются в Сплит, чтобы посетить гробницу Диоклетиана, забрать его мощный скипетр и оставить записку Рейне (которую Аннабет попросила найти греческих полубогов). Бог Купидон, хранитель скипетра, отказывается отдать его, пока Нико не признается, что однажды он был влюблён в Перси Джексона. В Адриатическом море судно подвергается нападению со стороны Хионы и бореад, которых ей удаётся сдержать своим очарованием. Разочаровавшись в своих навыках, Пайпер просит Хейзел обучить её фехтованию. Во время нападения, Лео попадает в Огигию, где он встречает Калипсо, в которую влюбляется. Покидая остров, Лео клянётся на реке Стикс, что вернётся за ней. До возвращения Лео, остальная часть команды встречается с Нотом, который помогает Джейсону осознать, что тот решил стать греческим, а не римским полубогом, и таким образом уладить внутренний конфликт внутри себя. Позднее Джейсон отказывается от титула претора и передаёт его Фрэнку, в связи с этим решением.
Прибыв в Некромантейон, команда подвергается нападению со стороны Клития, Пасифаей и группой их приспешников. Каждый из полубогов использует какую-то часть своих недавно усиленных способностей, чтобы победить этих монстров. Чтобы вернуться в мир смертных, Перси и Аннабет проходят через Тартар на другую сторону Враст Смерти с помощью Титана Япета (Боб) и нескольких других существ. Пока другие полубоги сражаются в мире живых, Перси и Аннабет достигают Врат и сражаются с воплощением Тартара, чтобы разрушить цепи, удерживающие Врата на месте. Боб остается среди полчищ злых монстров, чтобы защищать Врата, в то время как Перси и Аннабет выбираются из Тартара. Как только вся группа полубогов вновь объединяет усилия, к ним прибывает Рейна. Аннабет заявляет, что Рейна, будучи римлянкой, должен перенести Афину Парфенос обратно в Лагерь Полукровок, чтобы помирить греков и римлян, а Нико и тренер Хедж вызываются сопровождать её. Семёрка полубогов отправятся в Афины, намереваясь раз и навсегда положить конец козням Геи и остановить её.

## Главные герои
- Аннабет Чейз — дочь Афины, греческой богини мудрости. По сюжету она и её парень Перси Джексон пытаются выбраться из Тартара.
- Фрэнк Чжан — сын Марса, римского бога войны. В течение большей части романа он страдает от противостояния личностей Марса и Ареса в его голове. После победы над катоблепасами в Венеции он получает благословение от своего отца, а споры в его голове наконец утихают. Встречается с Хейзел Левеск. Во время битвы у Врат Смерти, Джейсон Грейс отказывается от титула претора и передаёт его Фрэнку, чтобы тот был в состоянии командовать призрачным легионом.
- Хейзел Левеск — дочь Плутона, римского бога мёртвых и богатства. Когда Арго II не удаётся пересечь Апеннины, она встречается с Гекатой, которая прокладывает курс полубогам, при условии, что Хейзел научится контролировать туман. У Врат Смерти она сражается с Пасифаей, воссоздавая лабиринт Дедала и сбросив колдунью в воображаемую пропасть. Также она побеждает гиганта Клитий при поддержке Гекаты.
- Джейсон Грейс — сын Юпитера, римского аналога Зевса. В разговоре с Австером выясняется, что Джейсон отдаёт предпочтение Лагерю Полукровок, нежели Лагерю Юпитера, после чего бог заставляет его сделать выбор. Во время битвы у Врат Смерти Джейсон оказывается не в состоянии контролировать скипетр Диоклетиана из-за его выбора.
- Лео Вальдес — сын Гефеста, греческого бога огня и кузни. После того, как Хиона и её братья нападают на Арго II, трирему, построенную Лео, тот попадает на остров Огигию, однако ему удаётся вернуться благодаря Калипсо, когда молодые люди влюбляются друг в друга. В битве у Врат Смерти он помогает Хейзел в сражении с Пасифаей, а также открывает дверь для Перси и Аннабет, помогая им вернуться в мир смертных.
- Нико ди Анджело — сын Аида, греческого аналога Плутона. Столкнувшись с Купидоном, он признаёт, что влюблён в Перси Джексона, и просит Джейсон сохранить это в тайне. В Эпире Нико ведёт группу полубогов к Вратам Смерти. Он объединяет усилия с Фрэнком, чтобы призвать и контролировать легион призраков против монстров Клития. Он и Хейзел также используют свою способность путешествовать в тени, чтобы безопасно вывести группу на поверхность. Позже он вызывается перенести Афину Парфенос обратно в Лагерь Полукровок вместе с Рейной и тренером Хеджем.
- Перси Джексон — сын Посейдона, бога морей. Является главным героем цикла Перси Джексон и Олимпийцы. Вместе со своей девушкой Аннабет попадает в Тартар и пытается найти выход.
- Пайпер МакЛин — дочь Афродиты, богини любви. Когда Хиона нападает на Арго II , она спасает остальную часть команды после реактивации Феста (автоматонного дракона Лео, интегрированного с кораблем) с помощью своего очарования, когда тот сжигает Кэла и Зета, что позволяет Пайпер победить богиню.
- Рейна Авила Рамирес-Ареллано — дочь Беллоны, римской богини войны, а также претор лагеря Юпитер. После того, как она и авгур Октавиан встречаются с Рэйчел Элизабет Дэр и Гроувером Ундервудом в Нью-Йорке, Рэйчел передаёт ей сообщение от Аннабет, в котором говорится, что Рейна является единственным человеком, способным перенести Афину Парфенос в Лагерь Полукровок и предотвратить войну между греками и римлянами. Она соглашается и отправляется в Грецию на своем пегасе Сципионе в поисках других полубогов, оставляя Октавиана у власти. Найдя их, она принимает помощь Нико и тренера Хеджа, чтобы доставить статую обратно в Соединенные Штаты, используя путешествие в тени.

## Разработка и маркетинг
Выход «Дома Аида» был анонсирован Риком Риорданом на его сайте 20 октября 2012 года, через две недели после публикации «Метки Афины», третьей книги из цикла Герои Олимпа. В мае 2013 года на сайте BookExpo America были опубликованы обложка и синопсис романа. По словам Риордана, главная сюжетная линия разворачивается вокруг «Перси и Аннабет, которые столкнутся со своими худшими страхами, и никто не сможет им помочь, кроме друг друга».
В интервью с U.S. News & World Report Риордан отметил, что для написания книги он полагался на опыт от поездки в Средиземное море со своей семьей в рамках акции Disney-Hyperion по завершении цикла Перси Джексон и Олимпийцы Многие из туристических мест, которые он посетил, были описаны в серии, но из-за противоречивых изображений Тартара в литературе автор заявил, что обратился к собственному воображению, чтобы написать сцены из подземного мира.
Для продвижения книги 8 августа 2013 года было объявлено о путешествии по Соединенным Штатам в течение месяца выхода романа. Первая глава была выпущена 8 июня 2013 года вместе с рассказом «Сын Собека», а 9 августа того же года она стала доступна для бесплатной загрузки на сайте Риордана. В сентябре было опубликовано видео с Риорданом, читающим часть первой главы Аннабет Чейз, одной из главных героев. За несколько дней до выпуска были опубликованы рекламные изображения персонажей Нюкты и Купидона.

## Выпуск книги
«Дом Аида» был выпущен в Соединенных Штатах компанией «Disney-Hyperion» 8 октября 2013 года с тиражом в 2,5 миллиона экземпляров. Аудиокнига (рассказанная Ником Чамином) и электронная книга стали доступны для покупки в тот же день. Книга была переведена на 37 языков и распространена в 36 странах.
К покупке экземпляров первого издания прилагались различные подарки, которые варьировались в зависимости от того, где была куплена книга: наклейки на бампер с Лагерем Полукровок или Лагерем Юпитера в Walmart, дверная подвеска в Target и цветная карта Тартара в Barnes & Noble. Издание в мягкой обложке, содержащее рассказы «Корона Птолемея» и «Меч Аида» было выпущено в Соединенных Штатах 31 марта 2015 года.
За первую неделю выхода «Дома Аида» было продано более 350 000 экземпляров, что на 26% больше, чем у «Метки Афины» за аналогичный период. С выходом, книга возглавила список бестселлеров по версии The New York Times, USA Today, The Globe and Mail и The Wall Street Journal, заняла седьмое место по показателям Amazon и пятое место по показателям Nielsen BookScan.

## Критика
Роман был положительно встречен критиками. The Guardian высоко оценил способность Риордана плавно переключать повествование между различными персонажами и сослался на его «тонкое и эффективное» обращение с «более зрелыми темами», включая раскрытие сексуальной ориентации Нико. По словам автора, сексуальная ориентация персонажа не планировалась изначально, но развивалась при написании книг. Также Риордан добавил, что включил в свои книги гомосексуального персонажа, так как ему приходилось обучаться студентов-геев и бисексуалов, поэтому он счёл, что эта тема заслуживает представления. В заключении, он заявил, что взрослые зачастую называют гомосексуализм «абсурдом».
Карен Рут из Hypable назвала «Дом Аида» «одной из самых захватывающих историй, которые Риордан написал в своём мире Перси Джексона». Она оценила развитие отношений между Перси и Аннабет во время их путешествия в Тартаре и была удивлена направлением, которое выбрали некоторые персонажи. Наконец, она назвала роман «самой тёмной книгой в серии Герои Олимпа». Kirkus Reviews положительно отозвался о представлении Тартара, а также о развитии персонажей, отметив сократившееся количество шуток.
Габриэла Ли из Rappler.com назвала книгу «динамичной и захватывающей». В частности она подчеркнула сцену, в которой Нико признаёт себя геем, комментируя: «в его смятении не было ничего мягкого или утешительного. Любовь проявлялась как нечто жестокое и пугающее, а внутренний конфликт Нико разворачивался без намека на иронию или неуважение». Также Ли была впечатлена от роли, отведённой Бобу, и призналась, что не смогла сдержать слёз, когда прочла о судьбе персонажа. В завершении статьи она подвела итоги: «Лучший урок, который можно извлечь из прочтения этой книги: даже самый страшный человек может изменить мнение о себе и сделать правильный выбор».
В 2013 году «Дом Аида» получил награду Goodreads Choice Award как лучшая детская книга.

## Продолжение
В день выхода «Дома Аида» Рик Риордан объявил название следующий книги, — «Кровь Олимпа», завершающей цикл Герои Олимпа. Обложка с участием Джейсона, Фрэнка, Хейзел и двух гигантов была опубликована 14 мая 2014 года. Первая глава истории была выпущена вместе с «Посохом Сепариса», являющегося кроссовером между циклами Наследники богов и Перси Джексон и Олимпийцы. Выход «Крови Олимпа» состоялся 7 октября 2014 года с тиражом в 3 миллиона экземпляров, а за первую неделю было продано свыше 162 000 копий.